# ARG1
ARG1 (англ. Arginase 1) – білок, який кодується однойменним геном, розташованим у людей на короткому плечі 6-ї хромосоми. Довжина поліпептидного ланцюга білка становить 322 амінокислот, а молекулярна маса — 34 735.
| 10         |  | 20         |  | 30         |  | 40         |  | 50         |
| ---------- |  | ---------- |  | ---------- |  | ---------- |  | ---------- |
| MSAKSRTIGI |  | IGAPFSKGQP |  | RGGVEEGPTV |  | LRKAGLLEKL |  | KEQECDVKDY |
| GDLPFADIPN |  | DSPFQIVKNP |  | RSVGKASEQL |  | AGKVAEVKKN |  | GRISLVLGGD |
| HSLAIGSISG |  | HARVHPDLGV |  | IWVDAHTDIN |  | TPLTTTSGNL |  | HGQPVSFLLK |
| ELKGKIPDVP |  | GFSWVTPCIS |  | AKDIVYIGLR |  | DVDPGEHYIL |  | KTLGIKYFSM |
| TEVDRLGIGK |  | VMEETLSYLL |  | GRKKRPIHLS |  | FDVDGLDPSF |  | TPATGTPVVG |
| GLTYREGLYI |  | TEEIYKTGLL |  | SGLDIMEVNP |  | SLGKTPEEVT |  | RTVNTAVAIT |
| LACFGLAREG |  | NHKPIDYLNP |  | PK         |  |            |  |            |

A: Аланін

C: Цистеїн

D: Аспарагінова кислота

E: Глутамінова кислота

F: Фенілаланін

G: Гліцин

H: Гістидин

I: Ізолейцин

K: Лізин

L: Лейцин

M: Метіонін

N: Аспарагін

P: Пролін

Q: Глутамін

R: Аргінін

S: Серин

T: Треонін

V: Валін

W: Триптофан

Кодований геном білок за функціями належить до гідролаз, фосфопротеїнів. 
Задіяний у такому біологічному процесі, як альтернативний сплайсинг. 
Білок має сайт для зв'язування з іонами металів, іоном марганцю. 
Локалізований у цитоплазмі.